# Абакумов, Николай Павлович
Никола́й Па́влович Абаку́мов (4 марта 1882, Льгов — 9 июня 1965, Грозный) — российский и советский геодезист и астроном. Член-корреспондент Югославской академии наук с 1948 года.

## Биография
Закончил среднюю школу в Острогожске в 1901 году. Через два года окончил военное училище в Киеве, после чего отправился на военную службу в Ташкент. В 1910 году он был зачислен на геодезический факультет Николаевской военной академии. С 1913 по 1914 год Абакумов работал в Пулковской и Парижской обсерватории. В 1918—1919 годах он работал в Киеве астрономом и преподавателем геодезии и высшей геодезии. С 1921 года начал работать в Белградском Военно-географическом институте. В 1924 году Абакумов вошёл в состав комитета Генерального директората кадастра, когда в рамках его геодезического исследования в Югославии была принята Проекция Гаусса — Крюгера.
В 1927 году он был избран профессором геодезического факультета технического института Загреба и преподавал там до 1950 года высшую геодезию, астрономию и картографию и фотограмметрию. Также в Загребе по его указаниям был построен астрономический павильон в районе Максимир. Помимо преподавания в институте он был первым заведующим астрономического института и членом-корреспондентом Югославской академии наук с 1948 года.
В апреле 1951 переехал в СССР: сначала — в Ташкент, а затем — в Грозный, где и похоронен.